# Георги Корубинов
Георги Корубинов е български революционер, войвода на Вътрешната македоно-одринска революционна организация.

## Биография
Корубинов е роден в 1873 или 1878 година в град Прилеп, тогава в Османската империя, днес в Северна Македония. Семейството му е заможно, а той завършва втори клас и работи като шивач. Влиза във ВМОРО още в 1895 година когато пристига в Кюстендил. Изпълнява терористични задачи. През 1901 година убил насред прилепската чаршия прочутия турски разбойник Уската. Избягал в България. От 1 май 1902 година комита в четата на Кръстьо Асенов. Четник е и на Борис Сарафов. Загива в 1903 година край Владимирово, Малешевско в опит да помогне на свой другар.